# Escola de Imaxe e Son da Coruña
L' Escola de Imaxe e Son de la Corunya és una institució d'ensenyament creada el 1991 que té com a objectiu la formació d'experts en la creació audiovisual.

## Història
La necessitat d'una escola d’imatge a Galícia va ser una de les reivindicacions permanents en les reunions i debats sobre la imatge celebrats des de 1984. El projecte de l'Escola de Imaxe e Son de la Corunya va néixer al maig 1988 amb la constitució d’un seminari permanent format per Xosé Luis Mira, Pepe Coira Nieto, Manuel Abad Abad, Xosé Búa González, Manuel González Álvarez, Antonio Río, Félix Casado Nuñez, Víctor Algibay, Xosé Luis Moar Rivera i Félix Rodil.
El setembre de 1989 es va adjudicar un concurs públic per a l'adjudicació de les obres al lloc IFP Someso. El gener de 1990 es va publicar al DOG el decret de fundació de l'Escola i el 23 de febrer del mateix any es va aprovar la normativa del Mòdul d’operacions d’imatge i so al BOE. Al llarg del 1990 es van continuar les accions administratives (equipament, professorat, etc.) fins a la inauguració oficial de l’Escola el 14 de febrer de 1991.

## Primers responsables
El primer director (1990-1998) fou Manuel González Álvarez. Entre el seu equip estarien Xullo Xermade Barros (subdirector; director entre 2007 i 2017), Angel Cordero (director de 2003 a 2006),i Jose Francisco Barba Escribá (director de 1999 a 2002).